# Aeroporto di Cuneo-Levaldigi
L'Aeroporto di Cuneo-Levaldigi "Langhe e Alpi del Mare" (IATA: CUF, ICAO: LIMZ), è un aeroporto italiano situato in località Levaldigi, frazione del comune di Savigliano.  Si trova lungo la strada statale 20 del Colle di Tenda e di Valle Roja, a 16 km a nord di Cuneo, 10 km a sud di Savigliano e 7 km a ovest di Fossano.
È dotato di una pista in asfalto lunga 2100 m (2495 m totali) e larga 45 con orientamento 21/03. La pista è disponibile per atterraggi e decolli in entrambi i sensi.
L'aeroporto è gestito dalla GEAC SpA. ed è aperto al traffico commerciale dalle ore 07:00 alle 21:00. 
La zona del Cuneese, raramente soggetta a forti nebbie e venti, rende l'aeroporto particolarmente sicuro.
Tra i 30 principali aeroporti italiani, è quello posto alla maggiore altitudine.

## Storia
Nel 1929 viene inaugurato l'aeroporto “Campo d'Aviazione di Cani”. Si tratta di una piccola struttura che si sviluppa su 75 ettari, sui quali spicca una pista con fondo erboso. 
Al 10 giugno 1940 la 118ª Squadriglia Ricognizione della Regia Aeronautica era all'aeroporto sugli IMAM Ro.37bis per l'Aviazione Ausiliaria per l'Esercito.
Bisogna attendere il 1960 perché l'AeroClub Provincia Granda ottenga il permesso per la costruzione dell'attuale aeroporto.
Il 26 ottobre 1962, anche grazie alla partecipazione degli enti locali territoriali ed economici, viene costituita la Società di Gestione dell'Aeroporto Cuneo – Levaldigi, la GEAC s.p.a. Compito primario della nuova società fu il rinnovamento e l'ampliamento della struttura aeroportuale e della pista. Nel 1969 ha partecipato alla progettazione l'architetto Gian Bertarione.
Dal 1986, l'aeroporto è stato aperto al traffico commerciale nazionale e dal luglio del 1990 anche a quello turistico internazionale.
Nel corso del 1994, l'ENAC autorizza l'atterraggio agli aerei di linea fino a 48 metri di lunghezza.
Nel 2006, in occasione dei XX Giochi olimpici invernali, lo scalo cuneese si è proposto come secondo aeroporto torinese con la denominazione temporanea di Aeroporto di Levaldigi "Torino Olimpica".
Nel 2009 la compagnia irlandese low cost Ryanair ha aperto un collegamento trisettimanale con Cagliari. Fin dai suoi albori, la rotta ha avuto risultati soddisfacenti, con l'80% di load factor e oltre 40.000 passeggeri trasportati nei primi dodici mesi di operatività. La stessa Ryanair ha operato per diversi anni voli su Alghero e Trapani, inaugurando anche il collegamento con Roma, che però non è mai risultato essere continuativo nel tempo, nonostante ulteriori esperimenti effettuati anche da altre compagnie, venendo cancellato qualche mese dopo l'inizio dell'operatività. Nel corso degli anni hanno operato voli su Cuneo anche Wizz Air, Blue Air e Mistral Air.
Nell'estate del 2018, nelle Langhe arrivano e partono aerei Ryanair (con il solo volo per Cagliari), Ernest Airlines (con voli per Tirana e Iași), Albawings (anche la compagnia albanese effettua voli per Tirana) e Air Arabia Maroc (con destinazione Casablanca). Nella stagione invernale 2020 operano solamente Ryanair (Cagliari e la novità Bari) ed Air Arabia Maroc (Casablanca), oltre ad alcuni voli charter per mete soprattutto di pellegrinaggio.
Numerosi sono invece i movimenti di aerei privati che utilizzano lo scalo, specialmente nel periodo estivo, come parcheggio per i jet privati che portano i proprietari in vacanza in Costa Azzurra, visto il ridotto numero di parcheggi disponibili presso l'aeroporto di Nizza. Le attività private hanno dei picchi importanti durante la Festa del Tartufo di Alba, il Gran Premio di Montecarlo e le numerose fiere del vino nelle Langhe.
Nel novembre del 2019 la società di gestione cambia il nome dell'aeroporto modificandolo in "Aeroporto Langhe e Alpi del Mare", per poter al meglio sottolineare l'integrazione con il territorio.
A causa della pandemia di Covid-19 l'aeroporto è stato chiuso al traffico civile di linea e privato, come conseguenza delle misure adottate dalle autorità italiane dal 13 marzo al 4 luglio 2020. In questo periodo l'aeroporto è rimasto aperto solo per consentire l'attività dell'elisoccorso del 118 della Regione Piemonte, e per qualsiasi altro volo di emergenza o sanitario. Il primo volo commerciale ad atterrare sullo scalo dopo la riapertura è stato il volo Ryanair da Cagliari.
Nel 2021 è stata annunciata la scelta di Levaldigi come nuova sede della centrale di Maxiemergenza 118 del Piemonte; l'aeroporto cuneese ospiterà inoltre il primo ospedale da campo Emt3 in Europa (il terzo nel mondo dopo Cina e Israele).
Nel 2022 la compagnia Ryanair, oltre a mantenere tutti i collegamenti già in essere sullo scalo (Cagliari, Palermo e Bari) inaugura il volo diretto per Roma Fiumicino, che mancava sullo scalo dal 2013. La tratta viene poi soppressa a febbraio 2023.
Il poco traffico aereo presente sull'aeroporto fa sì che questo venga usato per attività secondarie. Ad esempio nel 2004 nell'area aeroportuale venne girato il VideoClip del singolo Kunta Kinte, di Daniele Silvestri, e nel 2011 vi furono girate alcune scene del film Red Tails.
Con 290 623 passeggeri transitati, il 2013 rappresenta l'anno record per lo scalo cuneese, posizionandosi 29º tra gli aeroporti d'Italia per traffico passeggeri. Il 2022, ha fatto registrare una importante ripresa del numero di passeggeri che sono stati 160 189, superando per la prima volta dal 2018 i 100mila passeggeri e segnando il dato più alto dal 2014. Questo dato ha fatto posizionare lo scalo al 34º posto tra gli aeroporti italiani per numero di passeggeri, posizione che si conferma in linea con il dato del 2021.
Da fine ottobre 2023 è tornato il volo diretto per Roma Fiumicino con quattro voli alla settimana gestito dalla compagnia aerea altoatesina SkyAlps, poi soppresso. Rimane attivo il collegamento Ryanair con Palermo.

### Progetto di chiusura al traffico civile
Nel mese di novembre del 2010 si cominciava ad ipotizzare la chiusura al traffico civile di questo scalo nel contesto del piano soprannominato "aeroporti bonsai" che prevedeva, per via dell'alto costo di esercizio a fronte di uno scarsissimo utilizzo, la chiusura degli scali con traffico inferiore ai 500 000 passeggeri annui.
Tuttavia nel febbraio 2012 l'aeroporto veniva inserito nel "Piano Nazionale degli Aeroporti" presentato dall'Enac alla voce scali di servizio per le sue caratteristiche di "incipiente base low cost e potenziale scalo cargo": l'inserimento in questa lista prevedeva che per una durata di tre anni, e cioè fino al febbraio 2015, venissero verificate le condizioni di sostenibilità economica dello scalo a condizione che non richiedessero trasferimenti di risorse pubbliche per la gestione; dopo i tre anni qualora l'esito dovesse risultare negativo, verrebbero attivati piani di coinvolgimento di privati e, come ultima opzione, la chiusura dell'aeroporto.
Nei mesi di gennaio e febbraio 2014 l'aeroporto ha accolto 28 668 passeggeri, con un aumento dell'1,3% rispetto allo stesso periodo del 2013.
Il 17 gennaio 2014 viene inserito nella lista di 26 aeroporti di interesse nazionale dal nuovo "Piano Nazionale Aeroporti" del Ministero delle Infrastrutture e dei Trasporti; il piano prevede comunque la chiusura dell'impianto se i dati pervenuti nel triennio a seguire evidenzino un rapporto costi-benefici negativo.
Successivamente, il 25 febbraio 2014, la Geac ottiene la concessione aeroportuale ventennale a condizione che venga attuata la privatizzazione della maggioranza del capitale della società di gestione e il raggiungimento dell'equilibrio economico finanziario. Il 27 agosto 2015 viene inserito tra i 25 scali italiani di interesse nazionale.

## Andamento del traffico passeggeri (2012-2025)
|                     | 2012    | 2013    | 2014    | 2015    | 2016    | 2017    | 2018    | 2019   | 2020   | 2021   | 2022    | 2023    | 2024    | 2025   | Δ%      |
| ------------------- | ------- | ------- | ------- | ------- | ------- | ------- | ------- | ------ | ------ | ------ | ------- | ------- | ------- | ------ | ------- |
| Gennaio             | 14.648  | 15.373  | 15.262  | 16.169  | 10.130  | 7.562   | 9.118   | 7.622  | 10.717 | 2.454  | 3.749   | 10.941  | 5.688   | 6.828  | 20%     |
| Febbraio            | 11.010  | 12.930  | 13.406  | 11.655  | 9.595   | 7.570   | 6.279   | 5.699  | 10.130 | 2.373  | 7.161   | 7.584   | 6.143   | 6.744  | 9,8%    |
| Marzo               | 14.664  | 16.778  | 16.776  | 8.344   | 9.577   | 8.982   | 7.176   | 7.023  | 2.190  | 187    | 11.637  | 8.047   | 7.522   | 7.623  | 1,3%    |
| Aprile              | 18.212  | 23.793  | 19.468  | 9.657   | 10.712  | 10.646  | 8.519   | 6.579  | 0      | 99     | 14.302  | 9.692   | 9.275   | 9.781  | 5,5%    |
| Maggio              | 18.104  | 25.426  | 21.087  | 9.017   | 12.215  | 10.644  | 7.975   | 6.074  | 0      | 3.446  | 15.197  | 9.772   | 9.275   | 10.311 | 11,2%   |
| Giugno              | 21.652  | 32.186  | 21.487  | 4.817   | 12.896  | 10.543  | 10.254  | 6.341  | 213    | 7.142  | 17.608  | 8.913   | 9.895   | 10.230 | 3,4%    |
| Luglio              | 31.090  | 32.277  | 25.576  | 5.410   | 14.732  | 12.706  | 14.107  | 6.930  | 4.503  | 12.696 | 17.644  | 11.194  | 9.521   |        | Stabile |
| Agosto              | 30.904  | 37.866  | 30.123  | 12.817  | 16.019  | 15.046  | 15.969  | 7.846  | 9.212  | 13.528 | 18.681  | 12.674  | 13.554  |        | Stabile |
| Settembre           | 23.240  | 30.596  | 25.882  | 18.979  | 13.811  | 12.351  | 11.824  | 6.358  | 6.795  | 11.063 | 17.063  | 14.253  | 11.715  |        | Stabile |
| Ottobre             | 19.592  | 26.234  | 17.810  | 14.682  | 11.985  | 9.917   | 8.052   | 7.946  | 5.276  | 10.510 | 15.145  | 10.021  | 9.154   |        | Stabile |
| Novembre            | 15.873  | 19.128  | 14.671  | 8.469   | 7.204   | 7.082   | 6.437   | 11.028 | 2.066  | 8.739  | 10.866  | 5.721   | 6.781   |        | Stabile |
| Dicembre            | 17.124  | 18.036  | 15.884  | 9.831   | 7.733   | 8.614   | 8.561   | 12.955 | 2.592  | 9.599  | 11.136  | 4.957   | 6.905   |        | Stabile |
| TOTALE              | 236.113 | 290.623 | 237.432 | 129.847 | 136.609 | 121.663 | 114.271 | 92.401 | 53.694 | 81.767 | 160.189 | 113.793 | 105.428 | 51.517 | 7,8%    |
| Fonte: Assaeroporti |         |         |         |         |         |         |         |        |        |        |         |         |         |        |         |

## Servizi aeroportuali
dispone dei seguenti servizi al passeggero:
- Telefono pubblico
- Accessibilità per portatori di handicap
- Ascensori
- Autonoleggio
- Bancomat
- caffetteria
- Parcheggio
- Biglietteria aerea
- Edicola
- Polizia di frontiera
- Pronto soccorso
- Punto informazioni
- Ristorante
- Sala d'attesa
- Sale riunioni
- Servizi Igienici
- Ufficio doganale
- Wi-Fi gratuito
- Taxi
- Autobus

## Collegamenti
L'aeroporto è collegato tramite autobus:
- alla Stazione di Savigliano e Stazione di Fossano e da esse partono i treni della linea 7 Servizio ferroviario metropolitano di Torino.
- alle seguenti città: 
  -  Torino Lingotto; Cuneo; Fossano; Stazione sciistica di Limone Piemonte (solo stagione invernale); Stazione sciistica di Mondolè Ski (solo stagione invernale)

L'aeroporto è raggiungibile dalle autostrade:
- Autostrada A6 Torino - Savona, (uscita Marene,  in direzione Savigliano) (uscita Fossano,  in direzione Levaldigi Aeroporto).
- Autostrada A33 Asti - Cuneo (uscita Cuneo in direzione  Levaldigi Aeroporto).